# 더 씽
《더 씽》(영어: The Thing)은 2011년 개봉한 SF 공포 영화이다. 1982년 동명 영화 《괴물》(The Thing)의 프리퀄 작품이다.
2011년 10월 10일 전 세계 최초로 상영되었으며, 2011년 10월 14일에 개봉되었다. 이 영화는 3,150만 달러의 수익을 올렸으며 엇갈린 평가를 받았다.

## 줄거리
1982년 겨울 남극 노르웨이 기지에서 과학자들이 얼음 속에 묻힌 외계 우주선과 외계 생명체를 발견한다. 미국 고생물학자 케이트 로이드는 이 발견을 조사해달라는 의뢰를 받아 기지에 합류한다.
기지 팀이 외계 생명체가 담긴 얼음을 기지 안으로 옮기고 얼마 지나지 않아 외계 생명체가 얼음을 부수며 나온다. 이 외계 생명체를 찾는 중에 팀원의 개가 죽은 채로 발견되고, 팀원 한 명을 잃는다. 외계 생명체는 불에 타 죽지만, 부검 결과 그 세포가 다른 생명체를 복제할 수 있음이 밝혀진다. 곧 외계 생명체의 피를 뒤집어썼던 팀원이 앓기 시작하자 헬기를 이용해 의료 시설로 후송하려던 중 또 다른 팀원이 외계 생명체로 변해 헬기가 추락한다.
케이트는 치과 충전재를 발견하고 외계 생명체가 희생자를 흡수해 동화, 복제되어 팀원들 사이에 숨어들 수 있음을 깨닫는다. 실제로 팀원 하나가 본색을 드러내며 다른 팀원을 죽인 뒤 화염 방사기에 불태워진다. 팀원들은 외부와 격리된 채 외계 생명체의 위협에 맞서기로 한다.
추락한 헬기에서 살아 돌아온 조종사들은 감염 의심을 받아 격리된다. 케이트는 외계 생명체가 치과 충전재와 같은 무생물은 동화, 복제하지 못하니 팀원들의 충전재 유무를 확인하여 감염자를 찾아내자고 한다. 검사 결과 네 사람이 충전재가 없는 것으로 밝혀진다.
외계 생명체는 다른 팀원들을 복제하며 기지 안에서 혼란을 야기한다. 결국 대부분의 팀원이 외계 생명체로 변하고, 케이트는 조종사 카터와 함께 필사적으로 싸우며 격투 속에서 감염된 팀원들을 처치한다.
그러나 한 외계 생명체가 설상차를 타고 우주선으로 도망친다. 우주선이 작동되면서 케이트는 우주선 안으로 떨어지고, 카터는 출입구로 진입한다. 그 안에서 케이트는 외계 생명체와 싸움을 벌이며 수류탄을 던져 우주선 엔진을 정지시킨다. 케이트는 카터의 귀걸이가 사라진 것을 보고 그 역시 외계 생명체가 되었음을 깨닫고 그를 처치한다. 케이트는 또 다른 설상차를 타고 50 마일 떨어진 소련 기지로 향한다.
다음 날 아침 다른 헬기가 노르웨이 기지에 도착하고, 조종사는 외계 생명체가 불타고 남은 잔해를 발견한다. 기지에 숨어있던 한 팀원은 헬기 조종사에게 총을 겨누고 치아를 보여줄 것을 요구하다가 죽은 줄로만 알았던 개가 도망치는 것을 본다. 개가 외계 생명체임을 깨달은 팀원은 헬기 조종사에게 헬기를 타고 개를 뒤쫓아가라고 한다.

## 출연진
- 메리 엘리자베스 윈스테드 - 케이트 로이드 역
- 조엘 에저턴 - 샘 카터 역
- 울리크 톰센 - 사네르 할보르손 박사 역
- 에릭 크리스천 올슨 - 애덤 핀치 역
- 아데왈레 아키누오예아그바제 - 데릭 제임슨 역
- 폴 브론스타인 - 그리그스 역
- 트론 에스펜 세임 - 에드바르 볼네르 역
- 킴 버브스 - 쥘리에트 역
- 예르겐 랑헬레 - 라르스 역
- 크리스토페르 히뷰 - 요나스 역
- 얀 군나르 뢰이세 - 올라브 역
- 스티그 헨리크 호프 - 페데르 역
- 요 아드리안 호빈 - 헨리크 역
- 카르스텐 비외른룬 - 칼 역
- 조너선 로이드 워커 - 콜린 역
- 올레 마르틴 에우네 닐센 - 마티아스 역
- 마이클 브라운 - 행크 역

## 기타 제작진
- 배역: 데니즈 채미언, 앤절라 데모, 다이앤 커블
- 미술: 숀 하워스
- 세트: 오데타 스토더드
- 의상: 루이스 서케이라